# Homoláč (rybník)
Rybník Homoláč o výměře vodní plochy 4,34 ha se nalézá na okraji lesa asi 1 km západně od obce Lodín v okrese Hradec Králové. Rybník byl založen okolo roku 1790. V roce 2015 byla provedena jeho revitalizace a odbahnění. Rybník využívá místní organizace Českého rybářského svazu pro chov ryb a rybník slouží též jako lokální biocentrum pro rozmnožování obojživelníků.

## Galerie

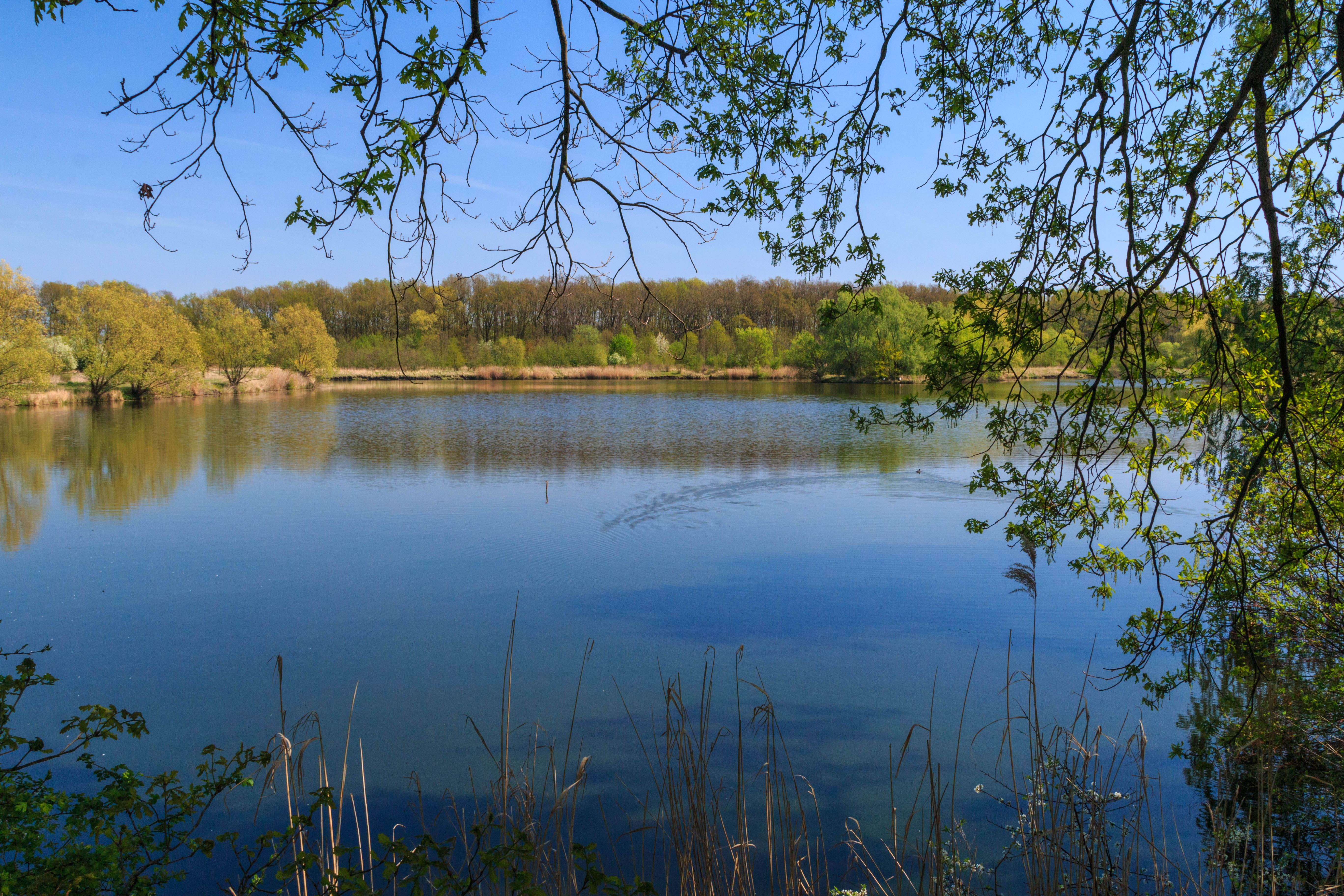
pohled na rybník Homoláč
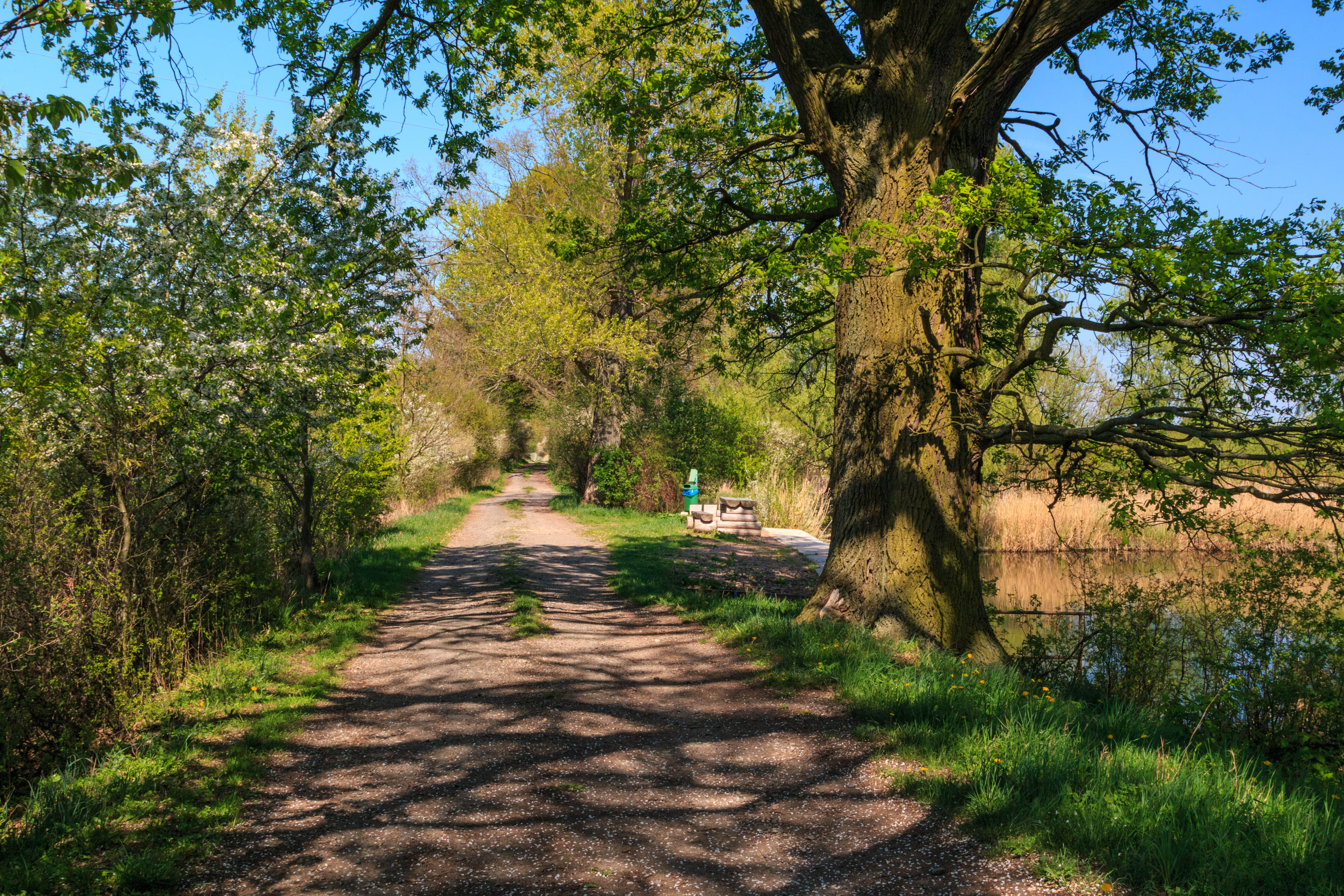
pohled na rybník Homoláč
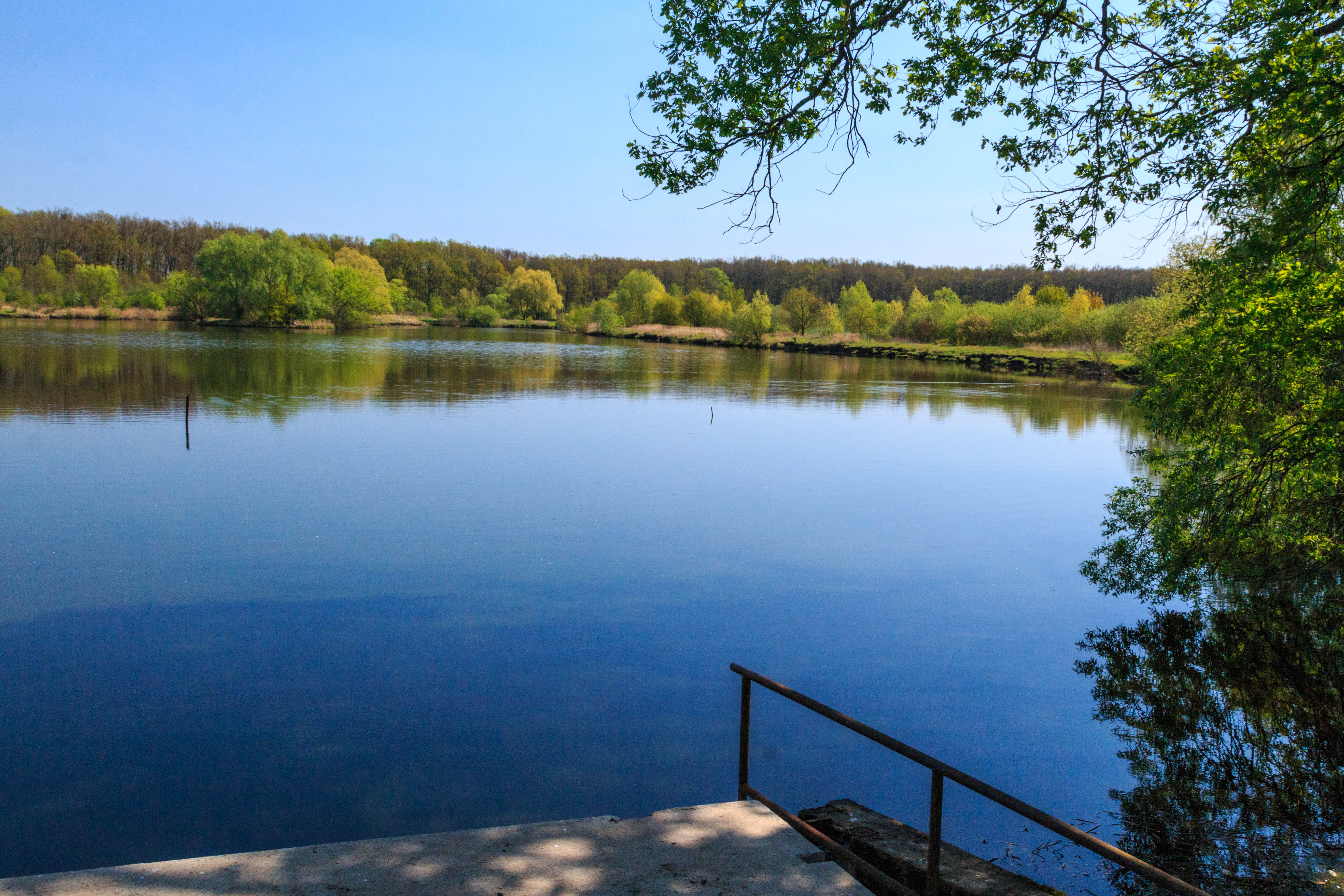
pohled na rybník Homoláč
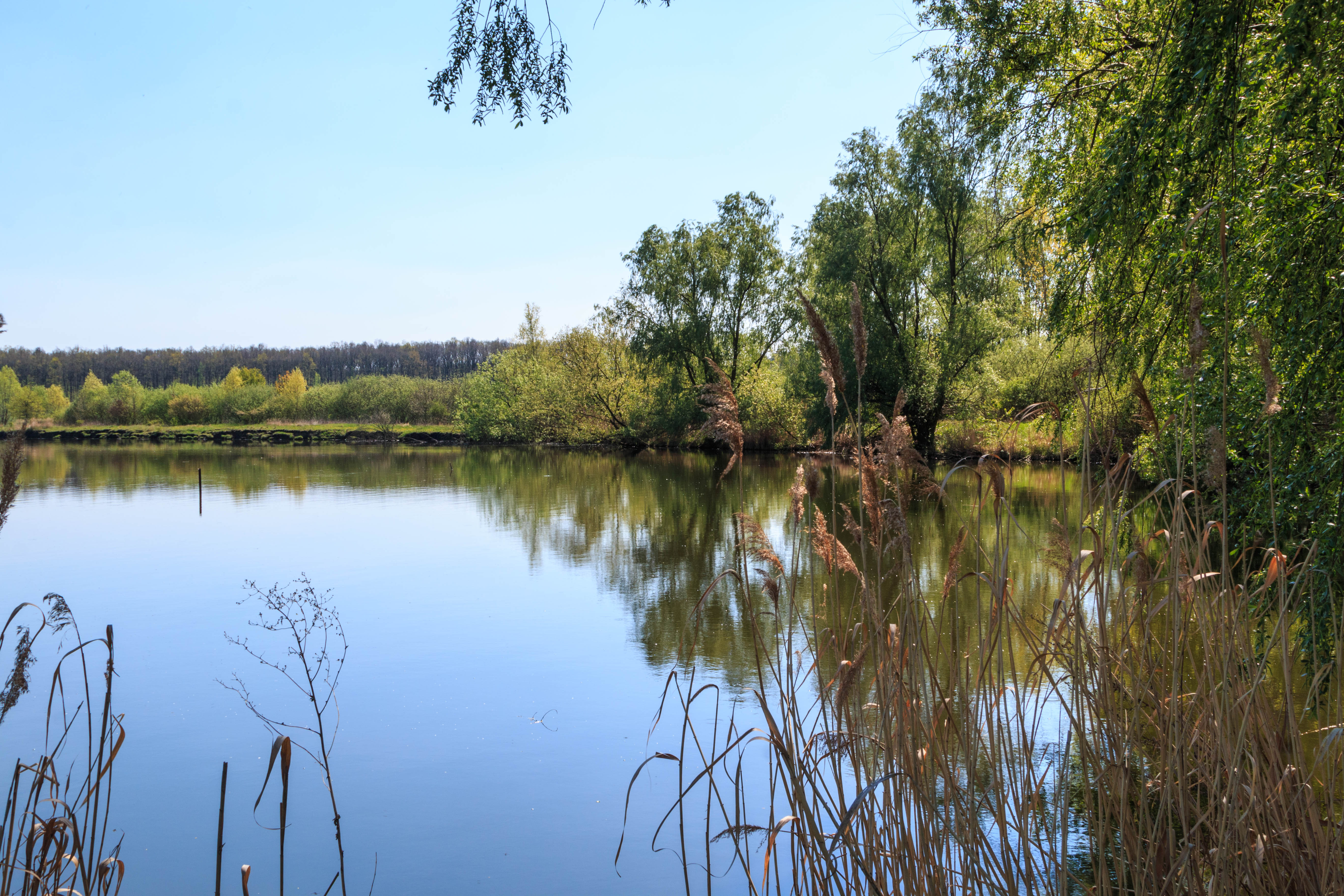
pohled na rybník Homoláč